# Abraham J. Twerski
Abraham Joshua Heshel Twerski (geboren am 6. Oktober 1930 in Milwaukee, Wisconsin; gestorben am 31. Januar 2021 in Jerusalem, Israel) war ein israelisch-amerikanischer Rabbiner und Psychiater.

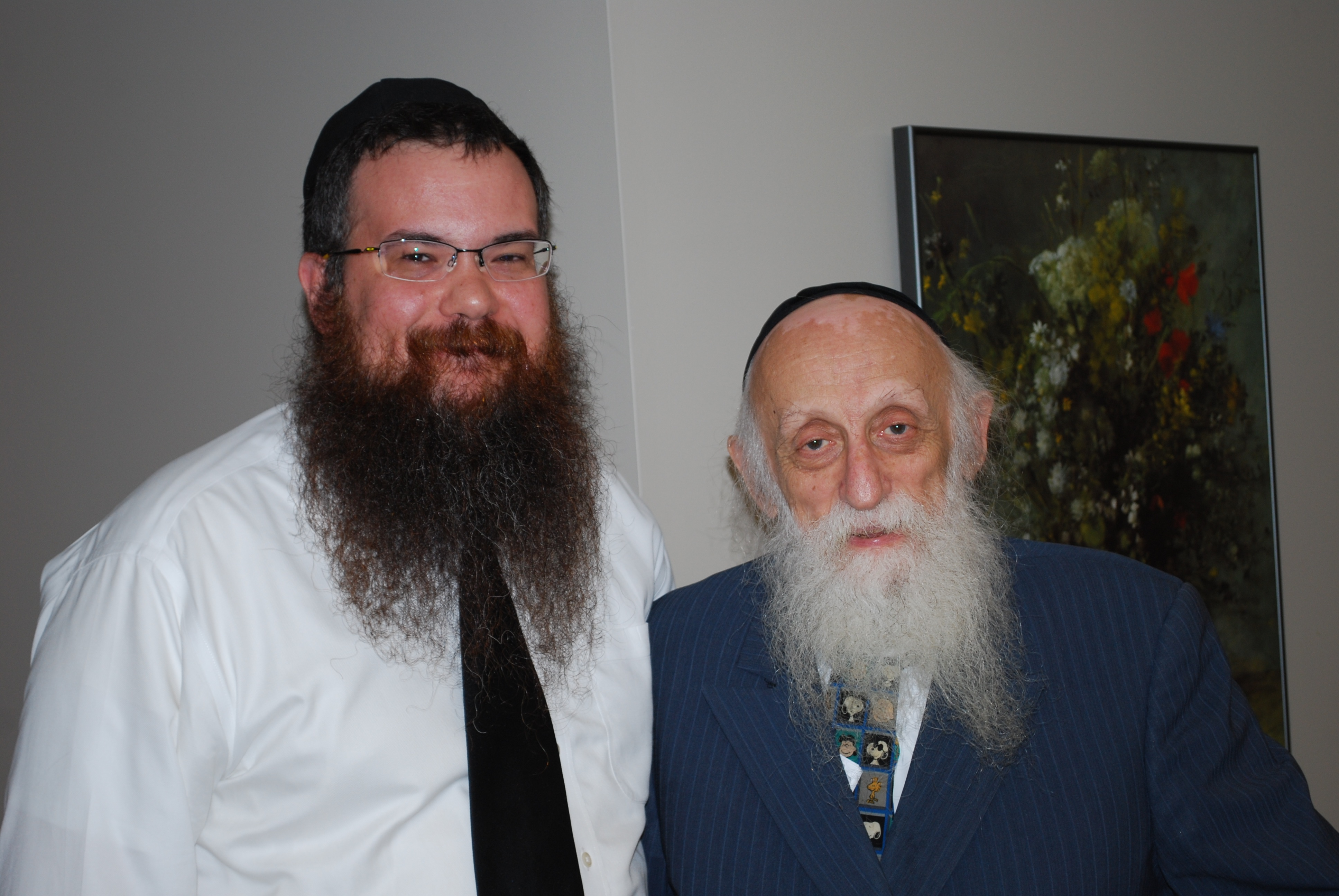
Rabbiner Twerski (rechts) mit Rabbiner Taub

Abraham Twerski war väterlicherseits ein Nachkomme des Rabbi Nachum von Tschernobyl. Mütterlicherseits bestand eine direkte familiäre Verbindung zum zweiten Bobover Rebben. Er war der dritte von fünf Brüdern. 
Twerski besuchte die High School in Milwaukee, die er mit 16 Jahren abschloss. Er studierte am Hebrew Theological College in Chicago und wurde 1951  als Rabbiner ordiniert. 
Von 1953 bis 1960 studierte er an der Medizinischen Fakultät der Marquette University in Milwaukee. Er erhielt seine psychiatrische Ausbildung an der Universität von Pittsburgh und arbeitete weitere zwei Jahre in einem staatlichen Krankenhauses in Pennsylvania. Er wurde dann zum Leiter der Abteilung für Psychiatrie am katholischen St. Francis Hospital in Pittsburgh berufen. Er gründete das Gateway Rehabilitation Center in Pittsburgh und war dort medizinischer Direktor. Er war Klinischer Direktor der Abteilung für Psychiatrie am St. Francis Hospital, außerordentlicher Professor für Psychiatrie an der University of Pittsburgh School of Medicine und Gründer des Shaar Hatikvah Rehabilitationszentrums für Gefangene in Israel.
Twerski veröffentlichte 85 Bücher zu Tora, Chassidut und Spiritualität. Er erlangte durch zahlreiche Veröffentlichungen zu Themen der Psychologie und allgemeiner Lebenshilfe internationale Bekanntheit.
In seinen letzten fünf Lebensjahren lebte Abraham Twerski in Jerusalem, wo er am 31. Januar 2021 nach einer Infektion mit SARS-CoV-2 im Alter von 90 Jahren starb. Er wurde in Bet Schemesch beigesetzt. Er hinterließ seine Frau Gail Twerski, drei Söhne, eine Tochter, Enkelkinder, Urenkelkinder und Ururenkelkinder.

## Werke (Auswahl)
- Addictive Thinking. Why Do We Lie to Ourselves? Why Do Others Believe Us? Hazelden Foundation, 1990.
- Happiness and the Human Spirit. The Spirituality of Becoming the Best You Can Be. Jewish Lights, 2007.
- Gevurah. My Life, Our World, and the Adventure of Reaching 80. Shaar Press, New York 2010 (Rezension von Yizhak Ahren in juedische-allgemeine.de 15. März 2011)